# 汉回村
汉回村位于中国湖南省长沙市开福区捞刀河镇，是长沙唯一的少数民族聚居村。村名是在1950年代根据民族政策而批准定名的，回族在此生活已有100多年的历史。全村2000多人中，仅三分之一是回族，其余为汉族。汉回村在1973年按江南民间建筑形式建设了一座伊斯兰教清真寺。
汉回村还有一间著名的佛教寺庙—铁炉寺，位于汉回村铁炉冲，至少在同治年间（1860年代）已建立。铁炉寺大殿前的天井中长着两棵枝繁叶茂的古茶树，传说茶树是南宋高宗建炎四年至绍兴五年（1130——1335年）钟相、杨么起义时，岳飞出兵洞庭湖一带，路过此地时亲手种植。据此推算，该寺历史至少有八百六十四年以上。